# 格罗日年
格罗日年是克罗地亚的一个城市。它是克罗地亚伊斯特拉县（占据伊斯特拉半岛的大部分地区）的一部分。它是唯一一个意大利人占多数的克罗地亚定居点。

## 历史
虽然在格里斯尼亚纳及其附近发现了古罗马文物和罗马房屋的遗迹，但是格里西尼亚纳第一次见于记载可追溯到1102年。1358年，格里西尼亚纳被其领主出售给威尼斯，以偿还债务。
威尼斯共和国自1358年起统治格里斯尼亚纳，直到1797年自身亡国为止。格里斯尼亚纳由威尼斯贵族担任的市长管理。在1446年为了保护它免受土耳其的袭击而加固了城墙。在1630年可怕的瘟疫之后，格里斯尼亚纳地区几乎完全荒芜。为了振兴该地区，威尼斯共和国提供免费土地，邀请移民，他们来自意大利、达尔马提亚，还有斯拉夫人，阿尔巴尼亚人和希腊人，他们都是来自奥斯曼帝国的所有难民。
1813年拿破仑帝国倒台后，他的伊利里亚省，包括格里西尼亚纳在内，成为奥地利帝国的一部分。1816年，奥地利皇帝弗朗茨二世访问格里斯尼亚纳，并会见了当地的神职人员。在奥地利统治期间，格里斯尼亚纳地区蓬勃发展。1902年铁路的建设促进了贸易和农业的发展。葡萄酒，橄榄油，鸡蛋和其他农产品在科佩尔和的里雅斯特销售。根据1910年的人口普查，格里斯尼亚纳镇有1,658人，区域有4,028人。镇上有医生，邮局，学校，律师，公证人，油厂，面包店，杂货店和服装店，两个肉铺，几个旅馆和各种商店（鞋匠，铁匠，裁缝，木匠等）。
奥地利帝国解体后，格里西尼亚纳归属意大利王国统治。在20年代，人们开始移民， 到的里雅斯特和海外寻找工作。意大利统治期间，格里斯尼亚纳地区开通了自来水和电力。
第二次世界大战以后，伊斯特拉半岛被分为两部分：南斯拉夫部分和的里雅斯特自由区，后者又被划分为由美军控制的A区，以及由南斯拉夫军队控制的B区。格罗日年属于B区。1954年10月5日伦敦备忘录签署，A区被划给意大利，B区划给南斯拉夫人民联盟共和国。1975年奥西莫条约划分了的里雅斯特自由区，格罗日年成为南斯拉夫的一部分。奥西莫条约为居民提供移民意大利的选择。新南斯拉夫新兴的共产主义制度及其实施，以及意大利人和南斯拉夫人之间持续的敌对行为(如谋杀方济各博尼法乔神父），造成了大规模移民潮。到1956年4月，有2/3的人口从该地区移居意大利。
1955年，格罗日年失去了基层政权的地位，成为布耶的一部分。1965年，当艺术之城成立时，一些房屋分给了来自克罗地亚，斯洛文尼亚和伏伊伏丁那的艺术家，一些房屋于1969年被分配给国际音乐青年联合会的文化中心。1993年，格罗日年再度获得基层政权的地位。

## 人口
根据克罗地亚 2011年的人口普查，整个格罗日年/格里斯尼亚纳市的居民有736名居民， 而格罗日年/格里斯尼亚纳本身有164名居民。本市的民族构成为39.40％意大利人、29.62%克罗地亚人，18.21%伊斯特拉人和2.17%的斯洛文尼亚人,这使得格罗日年/格里斯尼亚纳市成为克罗地亚唯一意大利人居多的市。该市的母语为56.52％意大利语，37.36％克罗地亚语和2.72％斯洛文尼亚语。

## 文化
格罗日年/格里斯尼亚纳举办一年一度的爵士音乐节，吸引了国际音乐家。2008年获得欧洲最佳小型爵士音乐节奖。它在7月下半月举办，为期两周或三周。
此外格罗日年/格里斯尼亚纳还举办一年一度的绘画节。

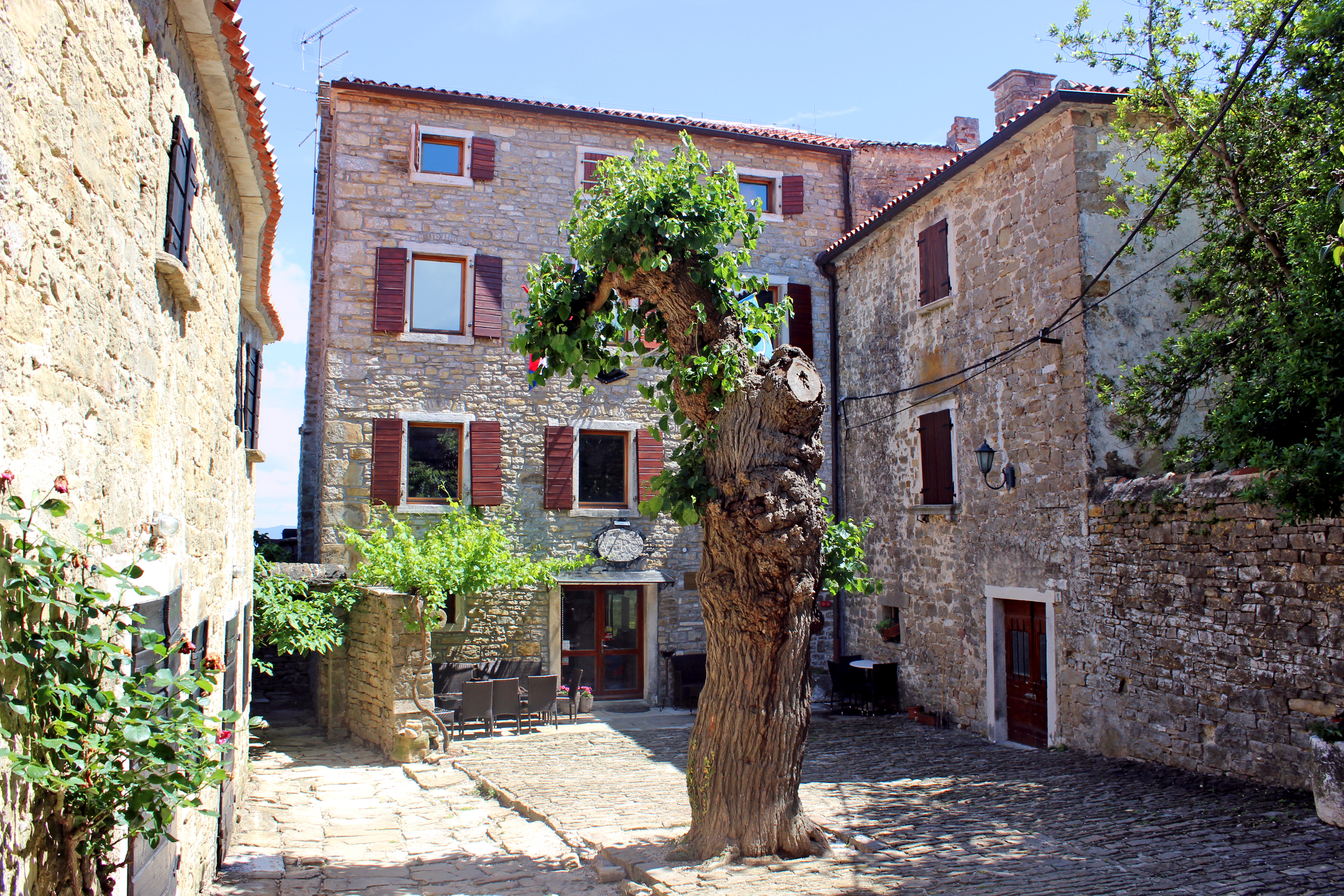
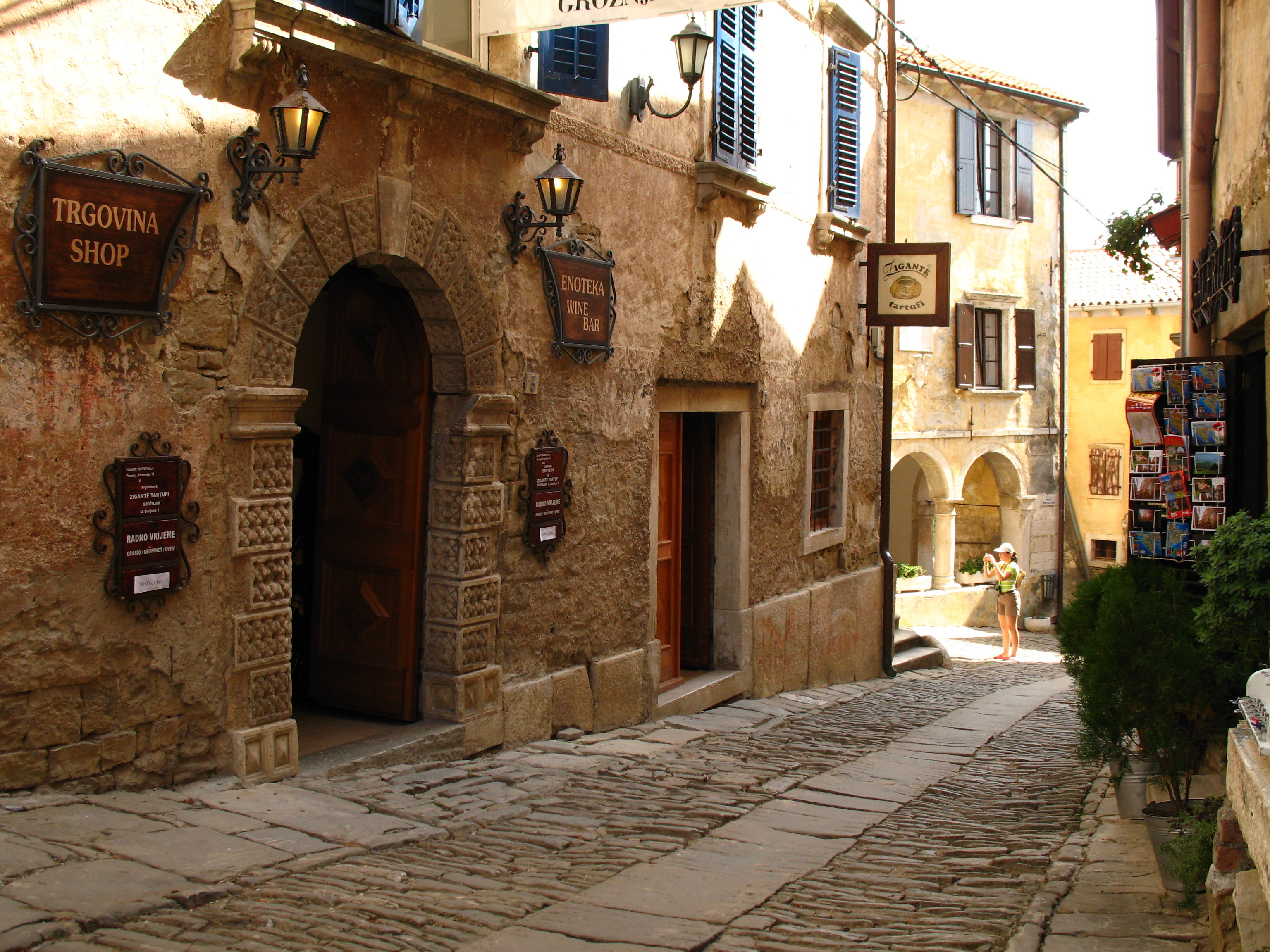
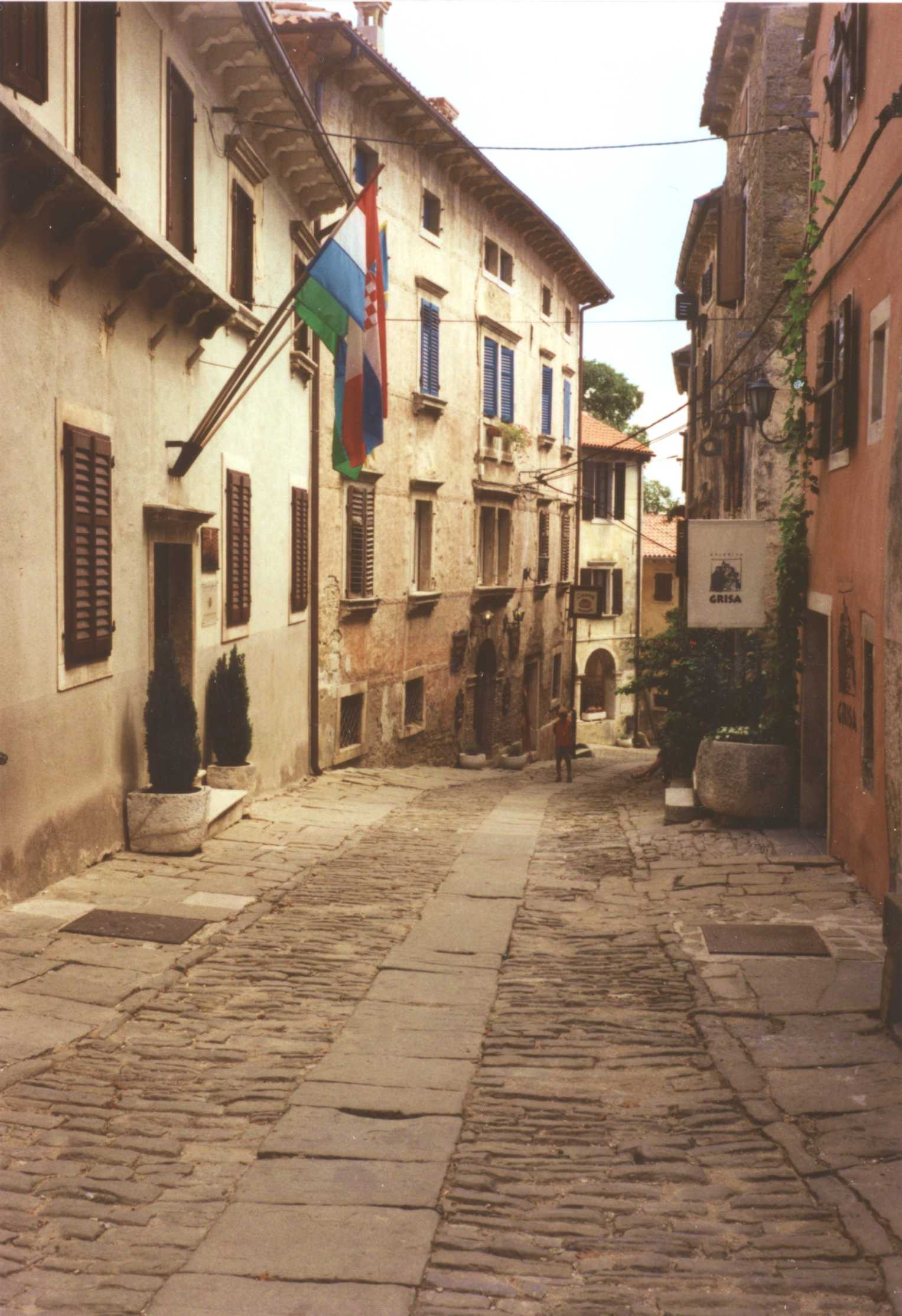
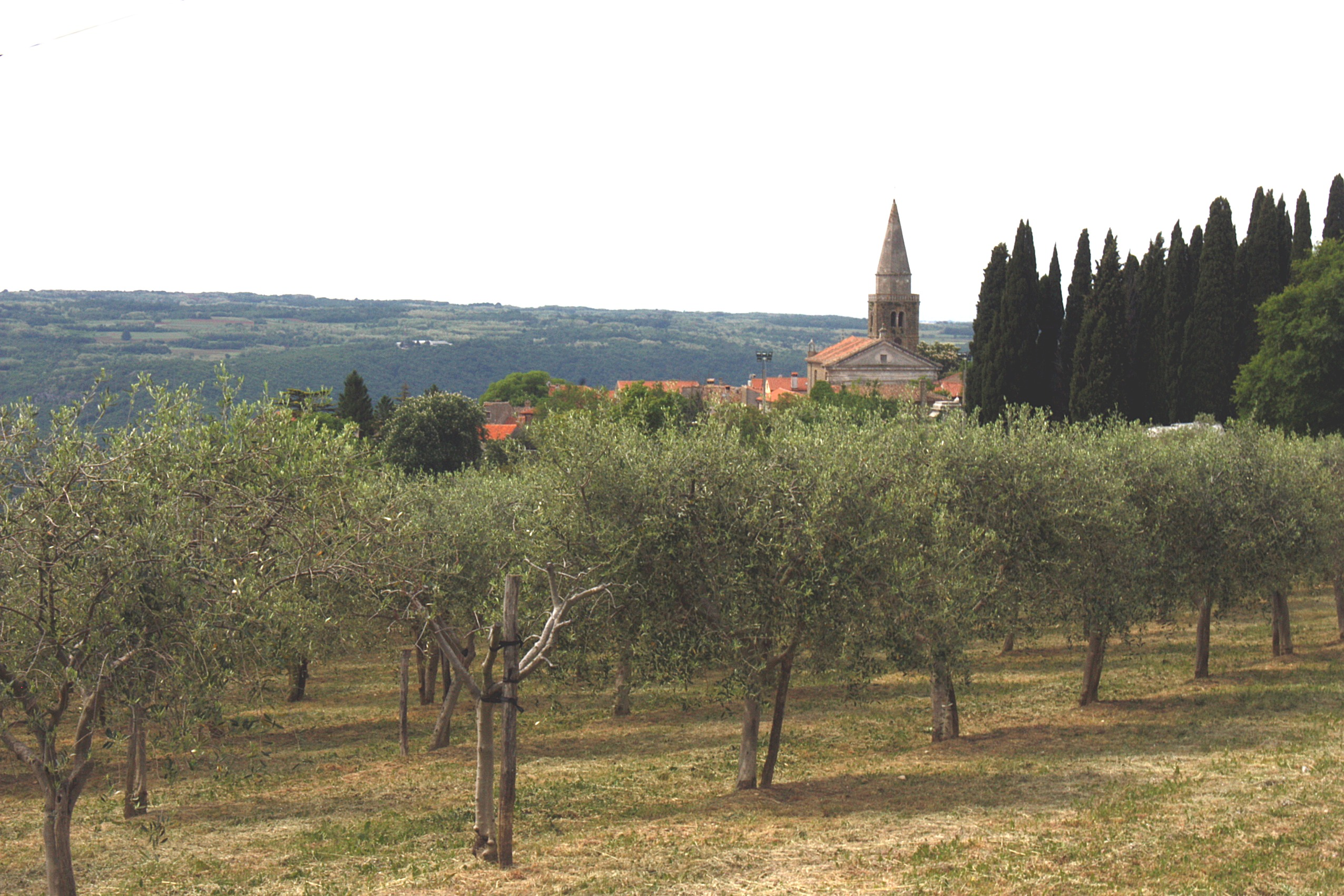